# Función Z
En matemática, la función Z es una función usada para el estudio de la
función zeta de Riemann a lo largo de la recta crítica, donde la parte real del argumento es 1/2. Es también llamada función Z de Riemann-Siegel o función zeta de Hardy.
Ésta puede ser definida en términos de la función theta de Riemann-Siegel y de la función zeta de Riemann como:
{\displaystyle Z(t)=e^{i\theta (t)}\zeta \left({\frac {1}{2}}+it\right).}

## Propiedades
Se puede deducir de la ecuación funcional de la función zeta de Riemann que la función Z es real para valores reales de t. Es una función impar, y analítica para valores del argumento reales. De hecho, se puede observar que la función theta de Riemann-Siegel y la función zeta de Riemann son ambas holomorfas en la recta crítica, y donde la parte imaginaria de t está comprendida entre -1/2 y 1/2, la función Z es holomorfa en el rango crítico también.
Más aún, los ceros reales de Z(t) son precisamente los ceros de la función zeta a lo largo de la recta crítica, y los ceros complejos de la función Z dentro del rango crítico, corresponden a los ceros complejos fuera de la recta crítica de la función zeta de Riemann.
|                              |                                |
| {\displaystyle -5<\Re (t)<5} | {\displaystyle -40<\Re (t)<40} |

## Fórmula de Riemann-Siegel
El cálculo de los valores de la función {\displaystyle Z(t)} para t real y, por tanto, de la función zeta de Riemann a lo largo de la línea crítica, se puede acelerar en gran medida con el uso de la fórmula de Riemann–Siegel. Esa fórmula nos dice que 
{\displaystyle Z(t)=2\sum _{n^{2}<t/2\pi }n^{-1/2}\cos(\theta (t)-t\log n)+R(t),}
donde el error {\displaystyle R(t)} tiene una expresión compleja asintótica en término de la función
{\displaystyle \Psi (z)={\frac {\cos 2\pi (z^{2}-z-1/16)}{\cos 2\pi z}}}
y sus derivadas. Si  {\displaystyle u=({\frac {t}{2\pi }})^{1/4}},{\displaystyle N=\lfloor u^{2}\rfloor } y {\displaystyle p=u^{2}-N}, entonces
{\displaystyle R(t)\sim (-1)^{N-1}\left(\Psi (p)u^{-1}-{\frac {1}{96\pi ^{2}}}\Psi ^{(3)}(p)u^{-3}+\cdots \right)}
donde los puntos suspensivos indican que se puede continuar añadiendo términos adicionales más complejos con derivadas de mayor orden.
Se conocen más series eficientes de la función {\displaystyle Z(t)}, en particular varias que usan la función gamma incompleta. Si
{\displaystyle Q(a,z)={\frac {\Gamma (a,z)}{\Gamma (a)}}={\frac {1}{\Gamma (a)}}\int _{z}^{\infty }u^{a-1}e^{-u}du}
entonces un ejemplo de expansión particularmente elegante es
{\displaystyle Z(t)=2\Re \left(e^{i\theta (t)}\left(\sum _{n=1}^{\infty }Q\left({\frac {s}{2}},\pi in^{2}\right)-{\frac {\pi ^{s/2}e^{\pi is/4}}{s\Gamma \left({\frac {s}{2}}\right)}}\right)\right)}

## Comportamiento de la función Z
A partir del teorema de la línea crítica, se deduce que la densidad de ceros reales de la función Z es
{\displaystyle {\frac {c}{2\pi }}\log {\frac {t}{2\pi }}}
para una constante  c > 2/5. Por tanto, el número de ceros en un intervalo dado crece lentamente a medida que movemos el intervalo a mayores valores del eje real. Si la hipótesis de Riemann es cierta, todos los ceros aparecen en la línea crítica (por tanto son ceros reales) y la constante c es igual a 1. Se ha postulado también que todos estos ceros son ceros simples (sin degeneración).

### Un teorema Omega
Debido a los ceros de la función Z, esta exhibe un comportamiento oscilatorio. También crece lentamente su promedio y su valor máximo. De hecho, se tiene que, incluso sin la necesidad de usar la hipótesis de Riemann, el teorema Omega
{\displaystyle Z(t)=\Omega \left(\exp \left({\frac {3}{4}}{\sqrt {\frac {\log t}{\log \log t}}}\right)\right),}
donde esta notación significa que {\displaystyle Z(t)}, para valores altos de t, se comporta asintóticamente como una constante Ω mutiplicada por la función de t dada.

### Crecimiento medio
El crecimiento medio de la función Z también ha sido estudiado. Se puede ver que la media cuadrática
{\displaystyle {\frac {1}{T}}\int _{0}^{T}Z(t)^{2}dt\sim \log T}
o 
{\displaystyle {\frac {1}{T}}\int _{T}^{2T}Z(t)^{2}dt\sim \log T}
lo que significa que la media cuadrática de {\displaystyle Z(t)} crece como {\displaystyle {\sqrt {\log t}}}.
Esta estimación puede mejorarse con
{\displaystyle {\frac {1}{T}}\int _{0}^{T}Z(t)^{2}dt=\log T+(2\gamma -2\log(2\pi )-1)+O(T^{-15/22})}
Si incrementamos el exponente, se ve que el valor medio depende más de los valores pico de {\displaystyle Z(t)}. A cuarto orden se tiene
{\displaystyle {\frac {1}{T}}\int _{0}^{T}Z(t)^{4}dt\sim {\frac {1}{2\pi ^{2}}}(\log T)^{4}}
de donde se deduce que la raíz cuarta de la media de cuarto orden crece como {\displaystyle {\frac {1}{2^{1/4}{\sqrt {\pi }}}}\log t}.

### Lahipótesis de Lindelöf
Se han estudiado incluso mayores potencias pares, pero menos se sabe sobre el correspondiente valor medio. Se ha conjeturado, y se deduce de la hipótesis de Riemann, que
{\displaystyle {\frac {1}{T}}\int _{0}^{T}Z(t)^{2k}dt=o(T^{\epsilon })}
para cualquier real positivo ε. la notación de la pequeña "o" significa que la parte de la izquierda dividida por la de la derecha converge a cero para T asintótico, en otras palabras, la pequeña o es la negación de Ω. A esta congetura se le denomina la hipótesis de Lindelöf, y es más débil que la hipótesis de Riemann. Normalmente se expresa de la siguiente forma equivalente
{\displaystyle Z(t)=o(t^{\epsilon });}
en cualquiera de las formas, esta hipótesis nos dice la tasa de crecimiento de los valores pico no puede ser demasiado alta. La mejor cota al ratio de crecimiento no es muy fuerte, actualmente se sabe que {\displaystyle \epsilon >{\frac {89}{570}}}. Sería sorprendente encontrar que la función {\displaystyle Z(t)} crece tan rápido como eso. Littlewood demostró que, asumiendo hipótesis de Riemann,
{\displaystyle Z(t)=o\left(\exp \left({\frac {10\log t}{\log \log t}}\right)\right),}
un resultado mucho más razonable.